# Sarracenia oreophila
Sarracenia oreophila är en flugtrumpetväxtart som först beskrevs av Thomas Henry Kearney, och fick sitt nu gällande namn av Edgar Theodore Wherry. Sarracenia oreophila ingår i släktet flugtrumpeter, och familjen flugtrumpetväxter. IUCN kategoriserar arten globalt som akut hotad. Inga underarter finns listade i Catalogue of Life.

## Bildgalleri

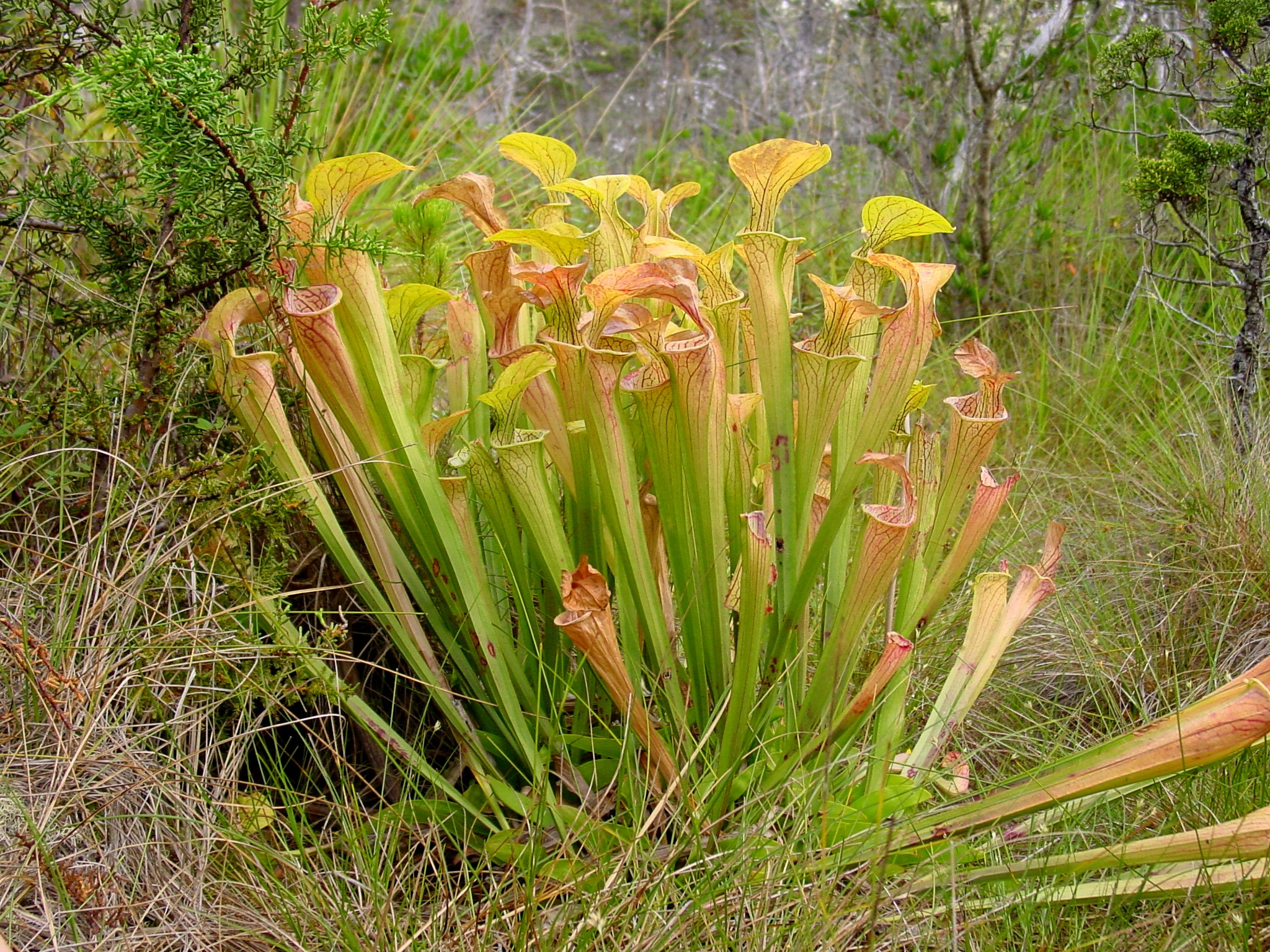
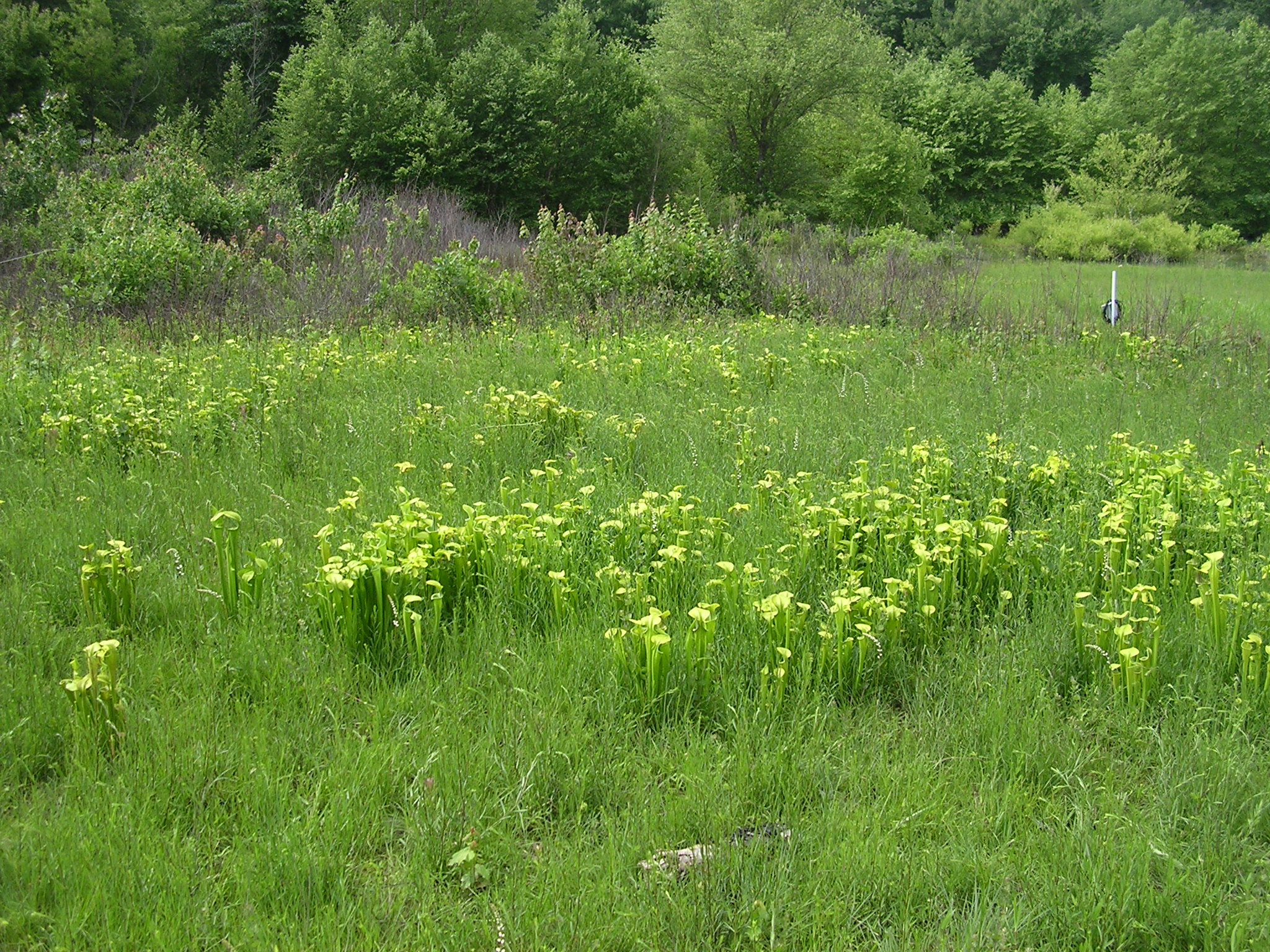
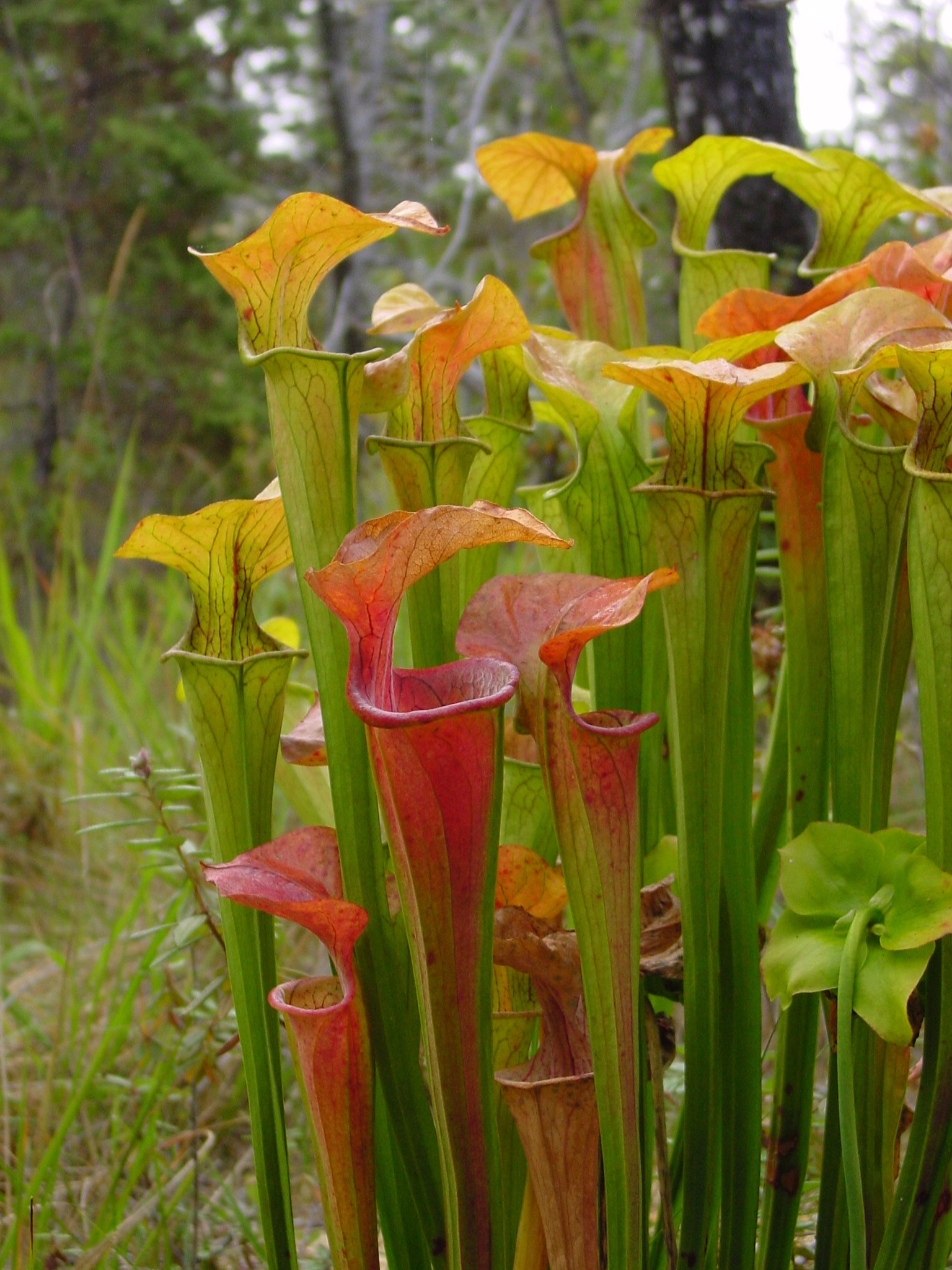
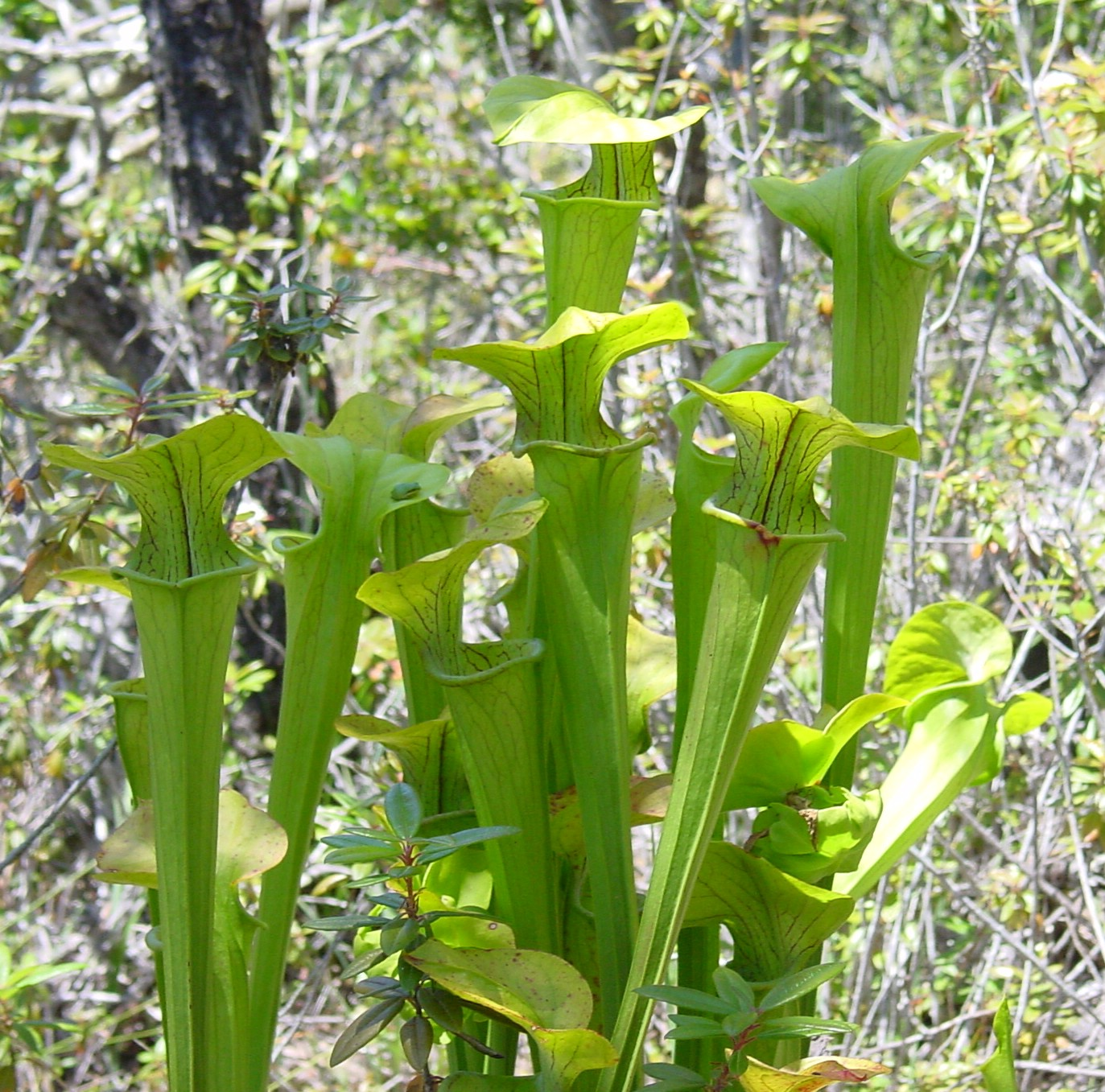
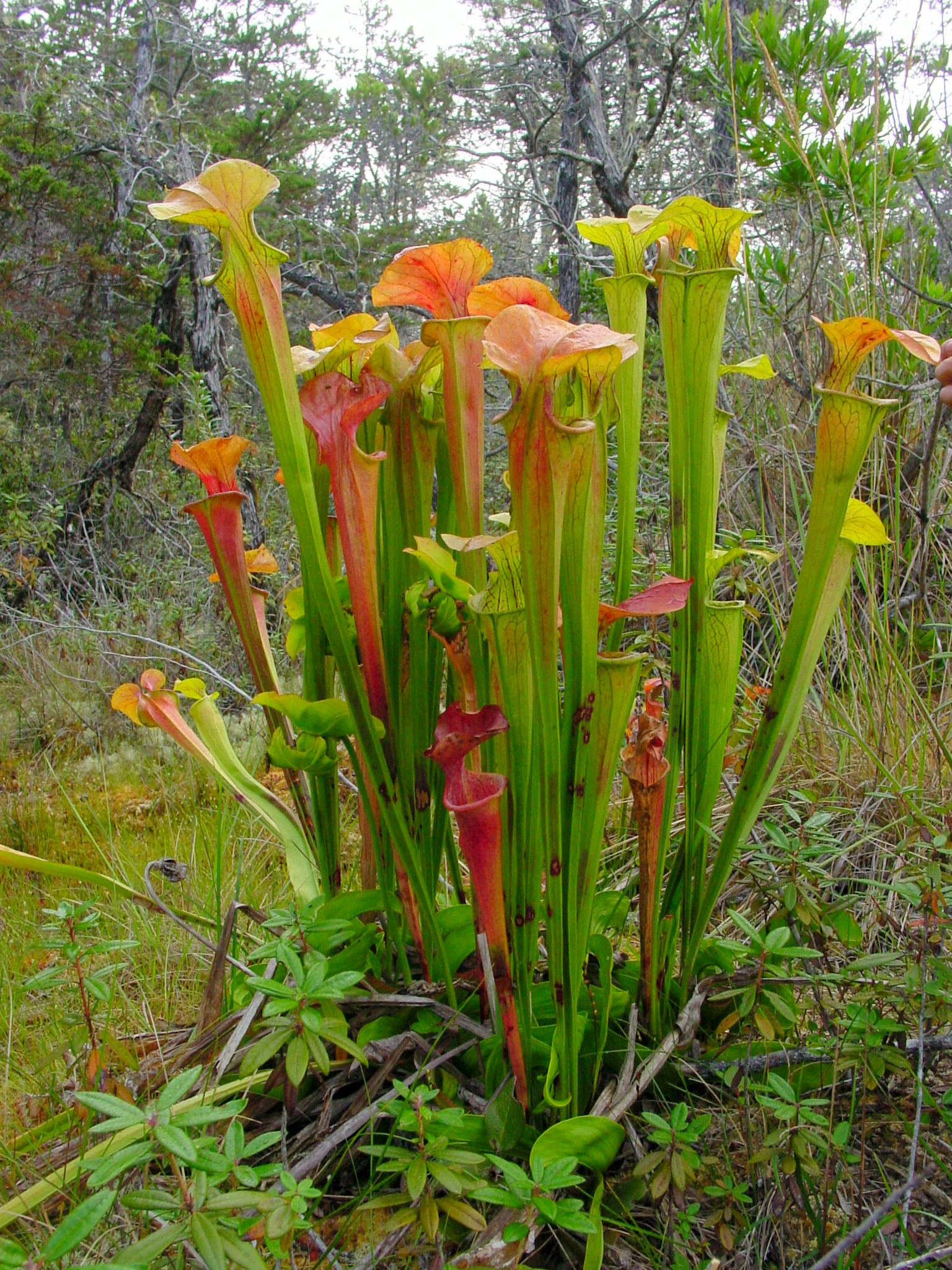
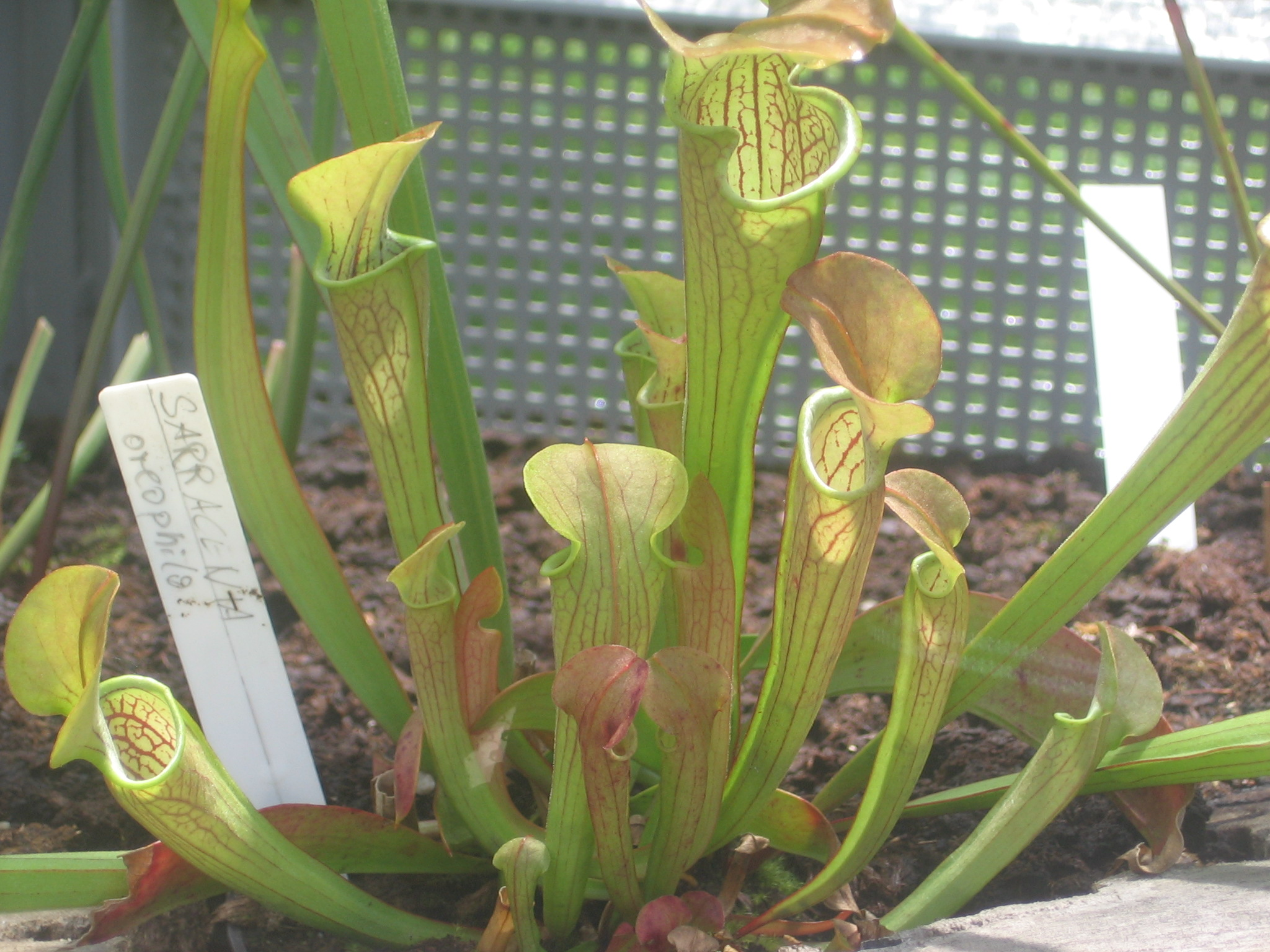